# Воробьёво (Гагаринский район)
Воробьёво — деревня в Смоленской области России, в Гагаринском районе. Население — 31 житель (2007 год). Расположена в северо-восточной части области в 9 км к северо-востоку от Гагарина, в 10 км к северу от станции Колесники на железнодорожной ветке Москва — Минск. Входит в состав Акатовского сельского поселения.

## Известные люди
11 декабря 1903 года в деревне родился Герой Советского Союза, гвардии капитан, заместитель командира мотострелкового батальона по политической части 1-й гвардейский мотострелковой бригады 1-го гвардейского танкового корпуса 65-й армии 1-го Белорусского фронта — Павлов Т. И..